# Murad Giray
Murad Giray (1627 - 1695) fue el kan de Crimea desde 1678 hasta 1683.

## Origen
Murad era hijo de Mubarek Giray y nieto del kan Selâmet I Giray. También fue hermano del historiador Dervish Mehmed Giray.

## Reinado
Sucedió a su primo Selim I Giray en enero de 1678. Fue durante su reinado, en 1680, que la última embajada tártara fue a Viena. Estas relaciones directas con el Imperio Habsburgo despertaron las sospechas de la Sublime Puerta que ahora exigía poner fin a esta práctica. Ese mismo año, aprovechando la debilidad del zar Teodoro III, organizó una expedición que devastó el sur de Rusia.
En 1683, participó con las tropas otomanas en el sitio de Viena, durante el cual tuvo una querella con el gran visir Kara Mustafá, lo que resultó en su deposición en octubre de 1683.
Después de su destitución, fue exiliado a Sirajeli cerca de Yámbol (Bulgaria), donde murió en 1695.